# ابو طلطل
ابو طلطل (به عربی: أبو طلطل) یک روستا در سوریه است که در استان حلب واقع شده‌است. ابو طلطل ۵٬۰۰۰+ نفر جمعیت دارد.